# 白鳥インターチェンジ

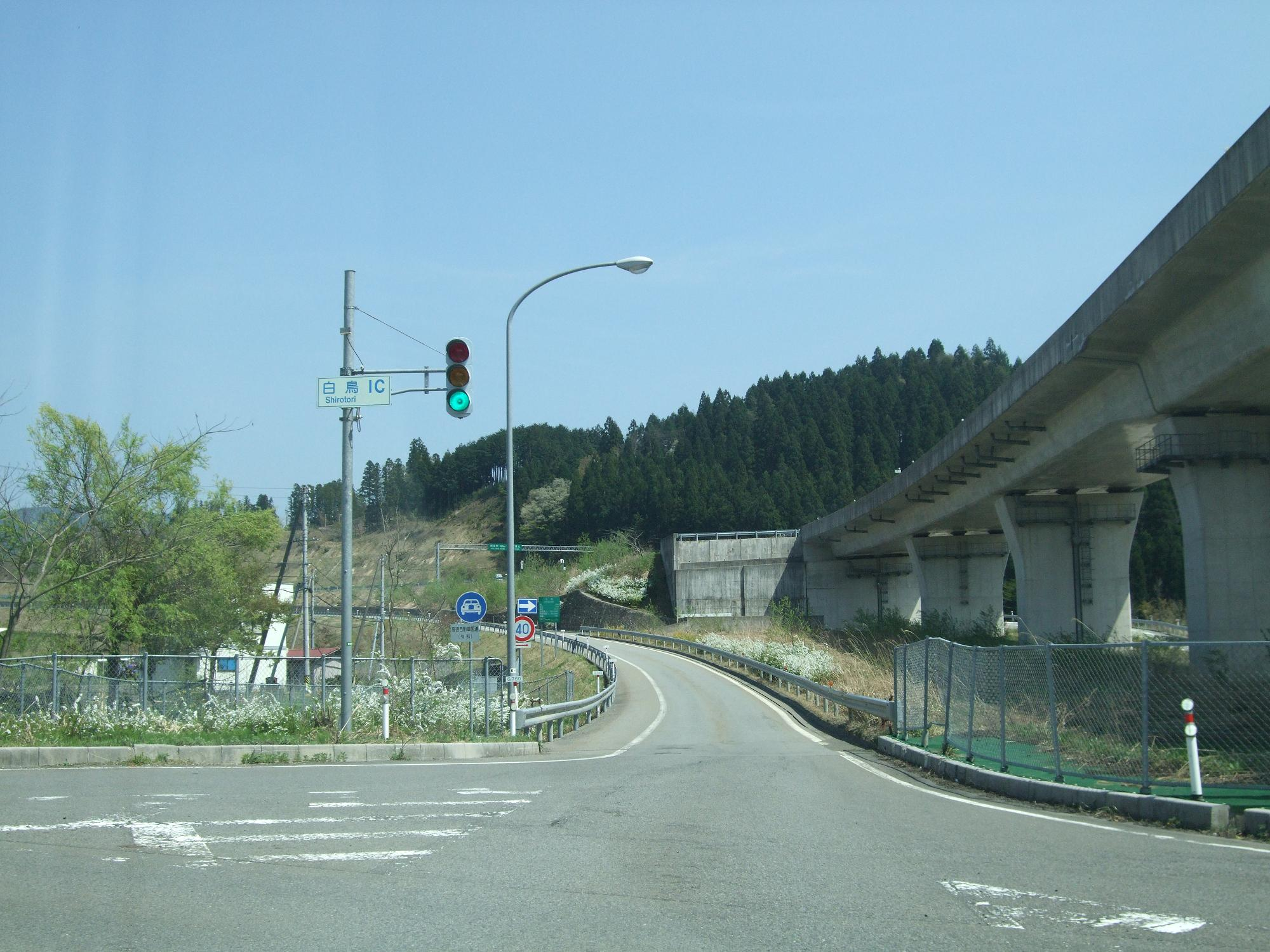
白鳥インターチェンジ 入口

白鳥インターチェンジ（しろとりインターチェンジ）は、岐阜県郡上市白鳥町の東海北陸自動車道上にあるインターチェンジである。

## 概要
中部縦貫自動車道の油坂峠道路と接続しており、ジャンクションの機能も兼ねる。福井方面（中部縦貫自動車道）からは当インターチェンジで降りることはできず、白鳥西ICで降りることになる。
北陸への玄関口として福井県の越前大野・九頭竜方面へのアクセスとなるインターチェンジである。

## 歴史
- 1997年（平成9年）11月10日 - 東海北陸自動車道の郡上八幡IC - 当IC間の開通に伴い[2]、供用開始[1]。開通当初は暫定2車線での供用[3]。
- 1999年（平成11年）
  - 11月1日 - 油坂峠道路（現在の中部縦貫自動車道の一部、当初は有料道路）の白鳥西IC - 当IC間が開通[4][5][6]。
  - 11月27日 - 東海北陸自動車道の当IC - 荘川ICが開通[2][3]。開通当初は暫定2車線での供用[3][7][8][9][10]。
- 2009年（平成21年）2月20日 - 東海北陸自動車道のぎふ大和IC - 当IC間が4車線化[3]。
- 2018年（平成30年）11月30日 - 東海北陸自動車道の当IC - 高鷲IC間が4車線化[3][7][8][9][10]。

## 道路
- E41 東海北陸自動車道（10番）[1][3][7]
- E67 中部縦貫自動車道（油坂峠道路）[1][4][5][6]

## 料金所
- ブース数：8
- 出入口とも、油坂峠道路が有料だった当時は白鳥市街と直通する車線（外側）に対して2、油坂峠道路に直通する車線（内側）に対して2を割り当て、油坂峠道路の白鳥IC～白鳥西IC間の料金を合併収受していた。無料化されてからは白鳥市街、油坂峠道路方面共にレーンを共用している[要出典]。

### 入口
- ブース数：4
  - ETC専用：1
  - ETC/一般：1
  - 一般：1
  - 休止 : 1
- 向って左から一般・ETC専用・ETC/一般・一般の順で並んでおり、中央の2レーンをETC専用とETC/一般併用にしている場合が多い[要出典]。

### 出口
- ブース数：4
  - ETC専用：2
  - 一般(精算機レーン)：1
  - 休止 : 1
- 向って左からETC専用・一般・ETC専用・一般の順に並んでおり、中央の2レーンを一般とETC専用にしている場合が多い[要出典]。

## チェーン着脱所
- 岐阜･一宮方面の減速車線手前、富山･高山方面の加速車線付近にチェーン着脱所が設置されている。

## 接続する道路
- 岐阜県道82号白鳥明宝線[1]

## 周辺

### 観光地
- 阿弥陀ケ滝
- 石徹白の大杉
- 日本土鈴館（2021年12月25日閉館[11]）
- 白山文化博物館
- 清流長良川あゆパーク

### 道の駅
- 道の駅清流の里しろとり[6]
- 道の駅白山文化の里長滝[6]
- 道の駅白尾ふれあいパーク

### スキー場
- ウイングヒルズ白鳥リゾート
- スノーウェーブパーク白鳥高原

## 隣
E41 東海北陸自動車道
(9) ぎふ大和IC/PA - 平山トンネル - (10) 白鳥IC - (11) 高鷲IC
E67 中部縦貫自動車道（油坂峠道路）
(10) 白鳥IC - 白鳥西IC